# 南京城墙
南京城墙，现指南京明城墙，位于中国江苏省南京市，是明朝初年在都城南京修筑的城墙，当时有宫城、皇城、内城和外郭四重，现在通称的“南京城墙”一般特指其中的内城城墙。内城城墙东傍钟山，西据石头，南凭秦淮，北控后湖，周长35.267公里，现存基本完好的明城墙25公里，是世界上现存最长的古代城墙，是中国少有的保存良好的古代城墙，是南京现存最大的古代建筑。
现存长度仅为原来的三分之二。内城原有的13座城门，历经战火、破坏以及改建之后，现存的明代城门还有聚宝门（中华门）、石城门（汉西门）、神策门（和平门）和清凉门，其中除神策门还保留有清朝时修建的城楼之外，其他城门的城楼都已无存。1970年代末，南京开始对南京城墙进行系列性管理保护。目前，由南京市城墙管理中心负责全部四重城墙遗迹、遗址的管理保护工作。

## 建筑相关

### 建造
南京城在明朝初代建成时共有四重城墙，由外向内分别为外郭（外城）、内城（京城）、皇城和宫城。外郭大部为夯土城牆，原有18座城门，周长约60千米，約20公里為磚造，早已湮没无存，仅余城门的地名流传至今。内城为“土筑砖包”，夯土筑成的城墙外由城砖或条石包砌。内城因地形而建，呈不规则状，突破了以往都城为方形的城制。内城原本开有13座城门，与外郭城门合称“里十三，外十八”。

### 布局
南京明城墙的建造被形容为“人穷其谋、地尽其险、天造地设”，体现了“天人合一”、“皇权天授”等思想。由代表朝廷的紫微垣、太微垣以及天市垣規劃內城部局，內外城牆又與天體赤道、黃道二十八宿作對應，有朝有廷有市，並非較簡單的前朝後市布局。民间传说南京城墙是“宝葫芦”形，有专家研究认为是“非方、非圆的不规则的多角不等边的粽子形”、“呈宫扇形”。最新认为：南京城墙是依照天上南斗星与北斗星的星宿聚合而建。
由于解放门西端存在一段两百余米废置的城墙，即赘城，讹称为台城。中国学界因此普遍认为内城整体布局有过变更，指内城北部是城墙建筑过程中，因军事或地理原因而进行的扩建。是为将南京城北部的山脉，特别是长江江防制高点——狮子山囊括在内城中，而做出的改动。亦有学者不认同“内城北扩说”，杨国庆推测，原以金川河为护城河的北部城墙东移，改以玄武湖为护城河，由此形成赘城。他/她推测若以金川河为护城河，内城整体形状还是南斗星与北斗星的聚合。

### 永乐迁都至20世纪初
永乐迁都后，以南京为留都。内城北部在此后未得到发展，成为地极僻静、人迹罕至之所。明末封闭北部的仪凤门、钟阜门、金川门。清初，封闭神策门、清凉门。顺治十六年（1659年），复开仪凤门、神策门。由于以明皇城改建江宁满城，正阳门、朝阳门不对百姓开放。至清末之前，仅有八个城门供百姓出行。1909年，宁省铁路开通，为此复开金川门，引铁路进城。此后，为满足城市交通需要，内城城墙开辟数个新的城门。

### 民国初至1970年代
1911年武昌起义后的11月12日，江浙联军占领南京城。次年，中华民国临时政府在南京成立，中华民国建国。此时，南京城的四重城墙仅内城大体保持完好。江宁满城最先被拆除，城砖被售卖。今南通市发现的城砖被认为是来源于南京城墙的旧砖。拆至明故宫午门时，南京巡按使因地方舆论压力，下令停止。而随着时代发展、现代城市建设，对内城城墙的拆除、破坏持续进行。1927年后，南京市成为中华民国首都。内城城墙拆、保之争仍在继续。
1949年新政权成立至1950年代时，内城城墙已破败不堪。1950年代中期，因经济因素，南京市政府曾有计划的拆除城墙。1960年代至1970年代，因军事防空需求，挖防空洞造成墙体破坏。1973年曾对解放门西段的赘城进行修整。

### 1970年代末开始的保护
1970年代末，南京地方政府已开始注重城墙的考古发掘和保护。1979年3月，成立南京中华门管理所。南京城墙的历史文化价值在此后开始得到广泛认同。赘城在1982年时，以台城之名列为第一批南京市文物保护单位。1988年1月，内城城墙以南京城墙之名列为第三批全国重点文物保护单位。同年3月，成立南京市城墙管理处，负城墙保护、维修和管理。管理处隶属于南京市园林局，1993年改隶南京市文物局。1998年5月，南京市明城垣史博物馆正式开馆，它与南京市城墙管理处同设于台城段上。
2014年2月，在南京市明城垣史博物馆、南京市城墙管理处基础上，并入南京中华门管理所、午门公园、仪凤门，成立南京市城墙管理中心。该机构是南京市文化和旅游局（加挂市文物局、市广播电视局牌子）下属的事业单位。融合统一了原南京各区属承担的城墙管理和申遗工作的事业单位。管理范围包含了四重城墙及附属建筑的遗迹、遗址，包含城墙、城门、护城河在内。拥有10个部门和解放门等五个管理办公室，150余名职工。全面负责南京城墙的保护管理、开发利用和申遗事务。

## 内城

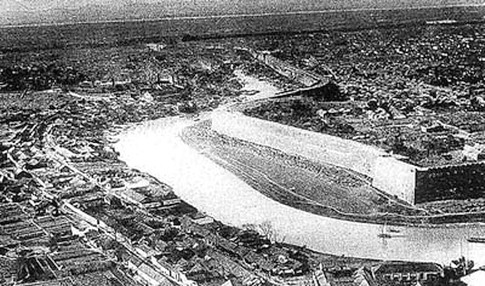
南京内城东南从武定门到中华门城墙拐角处的一段城墙，1930年代航拍。

明朝洪武五年（1373年6月21日），明朝皇家档案记载明城墙长度为“周一万七百三十四丈二尺”，折合今制为34.349公里；2005年江苏省测绘局与南京市文物局合作利用新测量技术进行的最新测定显示，明城墙筑造完成时长度为35.267公里。南京城墙保存下来的部分大约有25公里，是中国城市中最长的城墙，但是由于被分割为不相连接的几段，完整性不及西安城墙和开封城墙。
南京内城原来开有13座城门：正阳门（民国时改名光华门，已无存）、通济门、聚宝门（民国时改名中华门）、三山门（俗称水西门）、石城门（俗称旱西门、汉西门）、清凉门、定淮门、仪凤门（民国时改名兴中门）、钟阜门、金川门、神策门、太平门、朝阳门（民国时拆除另建中山门）。20世纪初，陆续又增辟了草场门（1908年）、丰润门（1909年，今玄武门）、海陵门（1913年，今挹江门）、武定门（1929年）、汉中门、中央门、小北门（1931年）、新民门（1934年）、雨花门（1935年）、中华东门、中华西门，到1930年代，南京的城门已经增加到24座。此后，1952年增开解放门，1992年增开集庆门，2000年之后又新建了长干门，华严岗门和标营门。

### 旧有城门

#### 正阳门

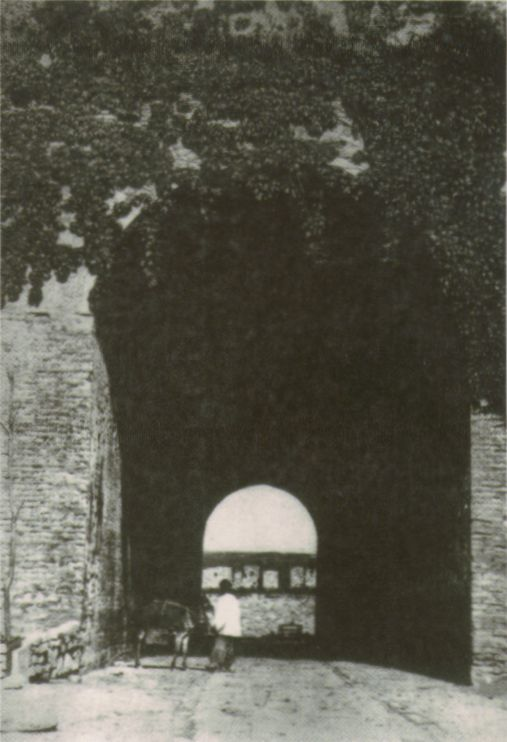
1889年的正阳门

正阳门是南京城的正门，但这座城门并不在南京城的正南方，而是偏于东南。明初，朱元璋在原南唐金陵城的东侧新建了宫城和皇城，在宫城和皇城之外又建了一道城墙。这道城墙的南面墙与原金陵城东侧城墙的中部在通济门附近相接，这面城墙的正中就是正阳门，因此正阳门是南京南面城墙3座城门（正阳门、通济门、聚宝门）中最靠东的一座，它在通济门以东1450米、朝阳门（南京城东门）西南2590米，与皇城和宫城的正门形成一条纵贯城东的南北中轴线，正阳门就在这条中轴线南端的起点上。正阳门是京城的正门，城楼高大，设有1道外瓮城和2道内瓮城，是中国城池中少见的“复合型瓮城”。正阳门在清末民初和抗日战争的战乱中多次受到攻击，受损严重，以至于此后一段时期内该门被误以为只有一道内瓮城。
1931年，正阳门改名为“光华门”。1955年至1962年间，光华门周边的居民和工人为建造房屋，拆走了大量的城砖，致使这个城门和两侧的城墙被毁。光华门仅作为地名保留下来，指原光华门内御道街、大光路、光华东街十字路口，以及光华门外光华路（石门坎）、大明路附近一带。2006年10月20日，光华门西侧的一处工地出土数座不同时代的古墓和一段明城墙的墙基，这段明城墙遗址将原址保护。从正阳门至中山门的护城河非常宽阔，现在称为月牙湖。正阳门外跨护城河的桥梁名为夔脚桥。

#### 通济门

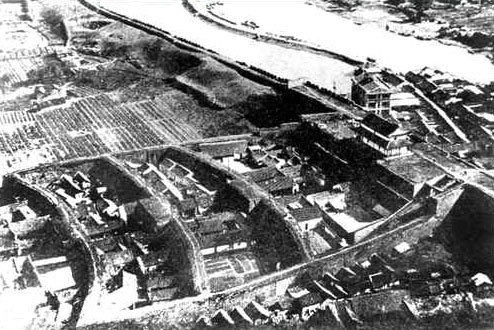
通济门旧影，有3重船形内瓮城、4道城门。

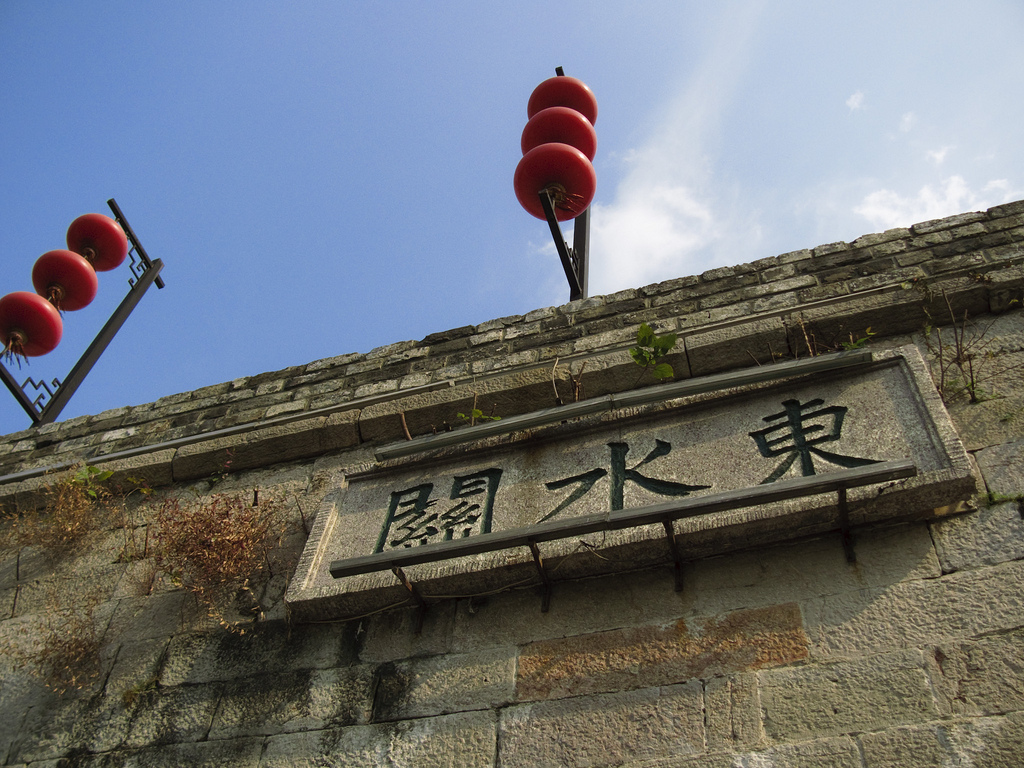
通济门南面的东水关，秦淮河从水关下入城

通济门位于南京城南面的城墙上，东面是正阳门，西面是聚宝门，前临秦淮河。和聚宝门、三山门（水西门）一样，通济门属于规格最高的3座城门之一。通济门有独特的3重船形内瓮城和4道城门，是南京城门中占地面积最大的一座。通济门1950年代被拆除，今天只能从沿用的地名通济门内、外大街来确定原来城门的位置。
通济门位于南京城南面的城墙上，明初沿元集庆路旧东门截城濠而修建，坐北朝南，南面为东水关（上水门），西南面为聚宝门，东面为正阳门，走进城门内，西南为商业区，东南为皇宫，通济门为南京13座城门占地面积最广的一座城门。通济门建有内瓮城三座，呈船型，有主城门与内瓮城城门四道，呈直线而设，皆为青条石砌筑，瓮城周长约690米，立面城宽约90米，主城门建有城楼和闸楼，内瓮城上建有闸楼，主城门内东西两侧各有上城马道、步道一条。
1645年，清军主力渡过长江占领镇江，直逼南京。6月3日夜，刚刚表示要带头拼死守卫南京城的南明弘光皇帝朱由崧由通济门出逃，连辅佐他的马士英都不知道。15天后，弘光帝被捕，清军特地押他回宁从通济门入城，沿途南京市民无不唾骂。
1928年夏，曾有人提议将通济门改名为“共和门”，以纪念当年孙中山先生在南京开创共和之伟业。共和门之名曾一度被使用，但未被国民政府正式命名。
1957-1963年，通济门连同东面城墙被拆除，今天只能从沿用的地名通济门内、外大街和旧九龙桥来确定原来城门的所在，通济门前的护城河为秦淮河，通济门外跨护城河的桥梁名为九龙桥。通濟門城下門券四層，每兩層門券間設有甕城，本門衝要面向大道，外有九龍橋，旁為東水關，此地為秦淮河與明城濠合流處。1958年拆除。

#### 聚宝门

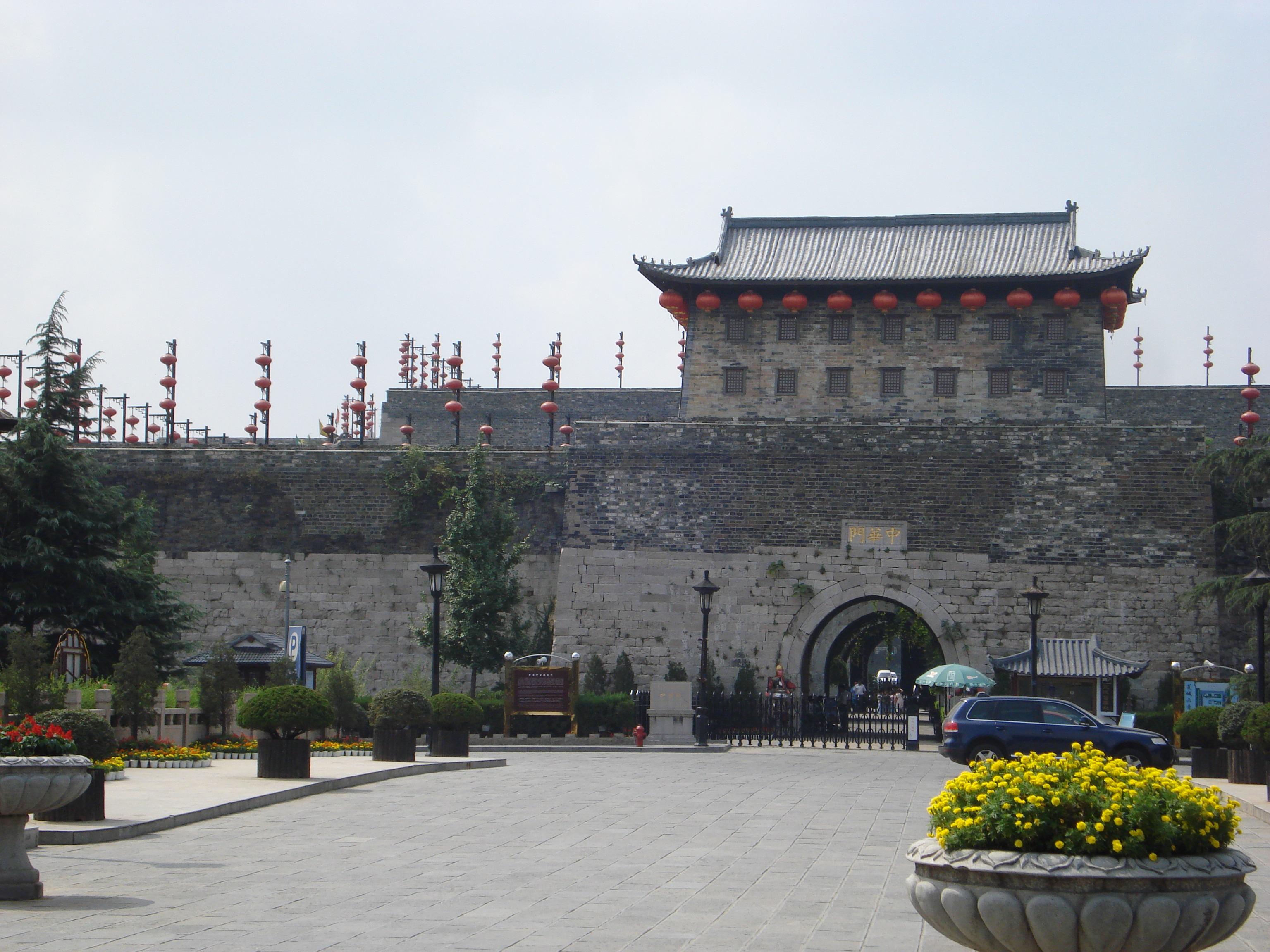
中华门瓮城，镝楼为近年复建

中华门是南京城内城的正南门，位于内外秦淮河之间，原名“聚宝门”，是中国现存最大的城堡式瓮城，也被认为是世界上保存最完好、结构最复杂的古城堡，堡垒瓮城。中华门门内是内秦淮河，以镇淮桥连接自南唐以来历经千年繁华的中华路；门外是外秦淮河，以长干桥连接雨花路。
聚宝门是在南唐都城南门的故址上重建的。传说门下埋有江南富户沈万三的聚宝盆，1931年改名为中华门。此门东西宽118.5米，南北长128米，占地面积15,168平方米。共设三道瓮城，由四道券门贯通，首道城门高21.45米。并有马道可骑马登城。各门均有可以上下启动的千斤闸和双扇木门，现在仅存闸槽和门位遗迹。瓮城上下设有藏兵洞13个，左右马道下设藏兵洞14个，可在战时贮备军需物资和埋伏士兵，据估计可容纳三千人。
聚宝门是南京京城城墙的正南门，坐北朝南，据说明初建筑南京城聚宝门时，砌起即塌，屡次修筑不成。有人说地下有水怪在作祟，向朱元璋献计，借用沈万三的“聚宝盆”，填在城坍处，城门才顺利建成，因而把此门称作“聚宝门”。其实，聚宝门一名的由来，是因为城门外有一座聚宝山（今称雨花台）而得名。
聚宝门原为南唐都城至宋、元金陵城南门旧址，后明初改扩建而成，城堡东西宽118.5米，南北长128米，占地面积约1.5万平方米。通济门建有内瓮城三座，呈长方型，有主城门与内瓮城城门四道，首道城门高21.45米，各门原有双扇木门和可上下启动的千斤闸。闸内有藏兵洞27个，战时用以贮备军需物资和埋伏士兵。主城门内东西两侧各有上城马道、步道一条，可用于运送军需物资，将领亦可策马直登城头。除木结构毁坏外，砖石结构基本完好。它宏大的规模和巍峨的雄姿，世所罕见，在我国城垣建筑史上占有极其重要的地位。从军事角度上看，工事坚固适宜攻守，是研究我国军事史的实物资料。遇有敌人强攻时可将敌兵放进城门，然后关起各道城门把敌军截为三段，分而歼之，似如“瓮中捉鳖”
据称聚宝门的石质门槛，“高二尺许，长一二长，黑黝如铁，名为活子午石。”乃外国使臣赴京的贡物。每日自子至午，石长一分，每日自午至子，石缩一分，故称此名。由于数百年长期经人磨踏，近已不存。
1995年，结合中华路、雨花路改造，在中华门城堡周围，建成了中华门广场，新增绿化面积近万平方米。
聚寶門原為南唐都城南大門，歷朝擴建，宋代創建甕城和券門。民間有朱元璋借聚寶盆的傳說，因而將此門稱聚寶門。傳說不是歷史，實際上聚寶門是因為它正對聚寶山（雨花臺）而得名。本門連通繁華的商業大道，門下門券四層，三道甕城，設27個藏兵洞，可藏兵五六千人。城門最為雄偉壯麗，顯示“一夫當關，萬夫莫開”氣勢，令古今軍事家嘆為止。1928年改名中華門，1931年改築城門，拆掉左右城段，準備開中華東西兩門，未成功。

#### 三山门
三山门是南京城西面最重要的一座城门。三山门西临秦淮河，是旧时由水路出入南京城的交通要道，原为南唐金陵城西大门“龙光门”。明代初年这座城门改建为3道船型瓮城、4道门洞，是南京城规格最高的3座城门之一。紧邻三山门的西水关是内秦淮河出城的水门，因此三山门又称“水西门”。三山门瓮城在1955年被拆除，瓮城遗址在2010年被重新发现。现在三山门原址一带是昇州路、莫愁路、虎踞南路、水西门大街和凤台路交汇的交通枢纽。
三山門原為宋元舊門，明重建時，因為它正對城外三山，故改稱三山門。清代又改為水西門，本門為西出要道，連通繁榮的商埠，城下門券四層，右邊是西水關。民間傳說朱元璋奪取集慶後，陳友諒率數十萬大軍來爭奪，劉基一夜造三橋，又把三山門的門栓從裏搬到外，使陳軍陷入迷魂陣，朱元璋遂在三山門一帶大敗陳友諒。1958年後被拆除。

#### 石城门
石城门是南京城西面的一座城门，俗称“旱西门”或“汉西门”，南面是俗称“水西门”的三山门，北面是清凉门。该门原为南唐京城的大西门，1366年，朱元璋下令改筑应天府城时，利用原有的大西门并加以扩建，增驻瓮城。石城门由二道瓮城，三道城门组成，三门直对一条直线上，构成南京西部城防的要地。石城门也是南京保存至今的4个明代城门（聚宝门、石城门、清凉门、神策门）之一。1958年，石城门大部分被拆除，但是保留了部分瓮城。1997年，南京市政府修复了石城门部分瓮城，附近开辟为市民广场。
石城門門券兩層，流通繁榮的商業大道。因靠近石頭城，故稱石城門。路面均鋪“監石”，清代八卦洲柴薪由此車運入城，日久竟將監石碾碎。此門又稱漢西門，或稱旱西門，現存券門兩個。

#### 清凉门

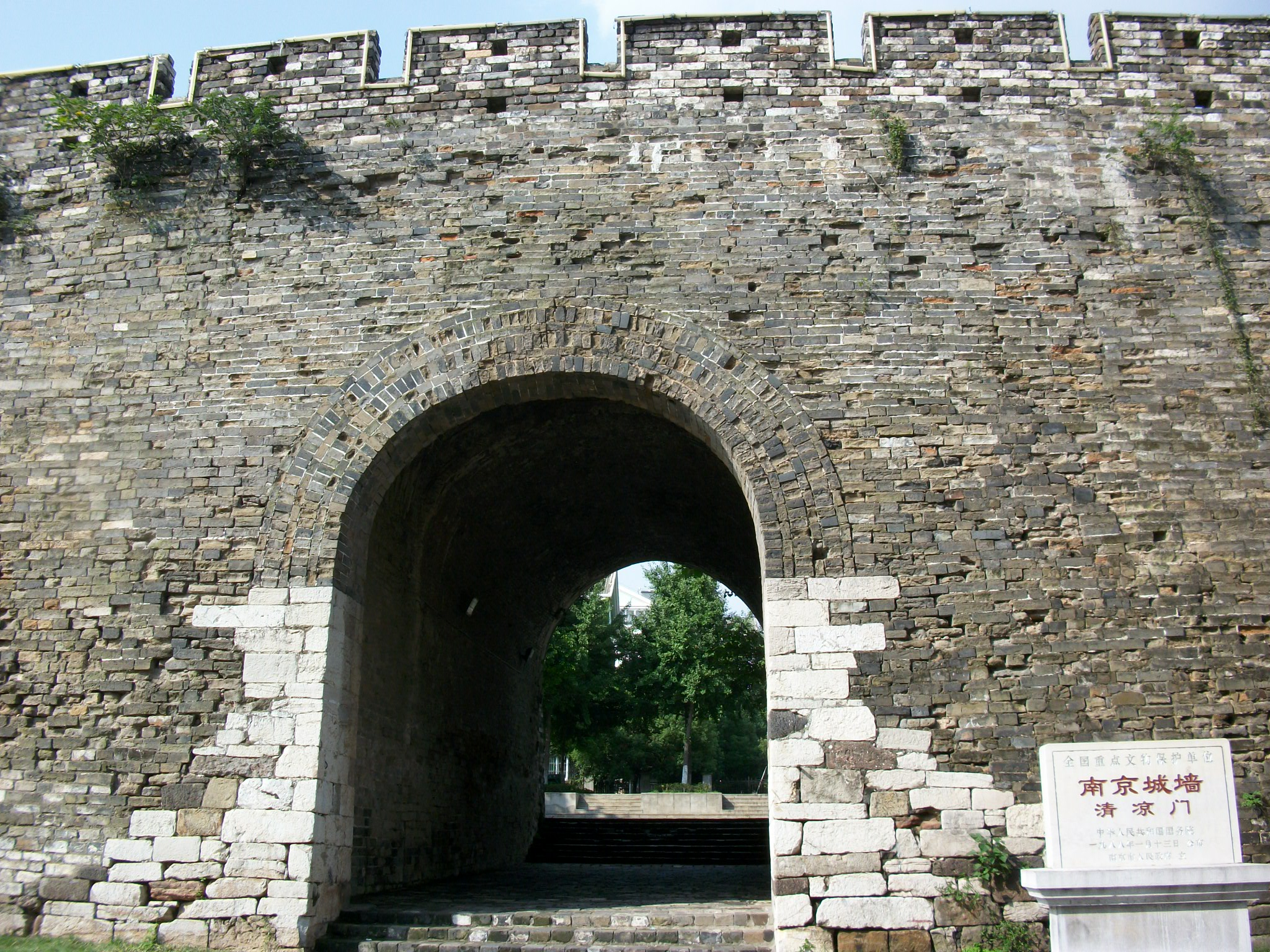
清凉门

清凉门又称“清江门”，位于南京城西面，建于明朝初年。由一道城门和一圈椭圆形瓮城构成，现在镝楼已经不存，其余基本保存完好。由于这一段城墙是建造在清凉山西南部高低起伏的山崖上，地处偏僻，六百多年来一直行人稀少。直到最近修建外秦淮河清凉门大桥，才引起人们注意。
清涼門地處幽僻，僅有一券。位于清涼山西麓的鬼脸城側，故稱清涼門。由于面臨秦淮河，又稱清江門。清代時堵閉，後毀。

#### 定淮门
定淮门位于南京城西面，南为清凉门，北为仪凤门，原名“马鞍门”，洪武7年（1374年）因其跨秦淮河上，改名为定淮门。清朝道光23年（1843年），由于秦淮河淤塞，定淮门遂废。1958年，定淮门被拆除。
定淮門地處幽僻，有一券。原叫淮遠門，因為秦淮河在其附近入江，經常泛濫成災，為鎮秦淮河，所以改稱定淮門，在清道光二十二年淤塞而廢。

#### 仪凤门

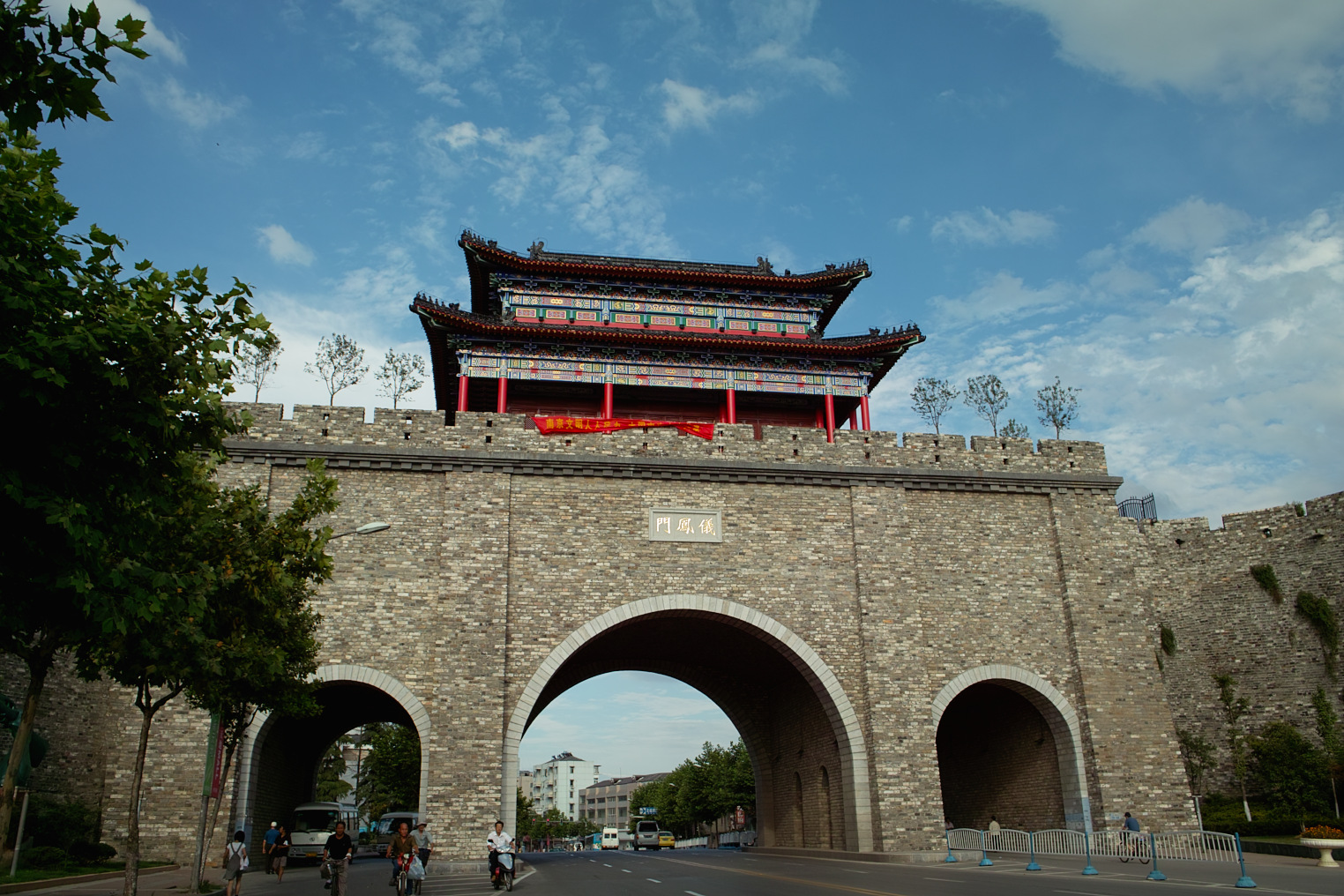
2006年复建的仪凤门

仪凤门又名“兴中门”，位于南京城西北角，依狮子山而建，南为定淮门，东为钟阜门。仪凤门原为南京城北部通往长江岸边的要道。成化年间，由于南京守备兵力不足，遂将仪凤门等城北城门堵塞。清朝顺治16年，梁化凤开仪凤、神策二门，出兵奇袭围城的郑成功军队得胜，此后仪凤门得以重建。清朝仪凤门为单孔城门，上设两层箭楼。1853年，太平天国大將林鳳祥指揮挖掘通向儀鳳門的地道，用地雷炸開儀鳳門城墻，直攻兩江總督衙門，攻克南京。1895年，张之洞在仪凤门下铺设了南京第一条近代马路。其后，由于挹江门的开通，仪凤门的地位显著下降。1928年，仪凤门改名兴中门。1971年，由于建宁路的修建，兴中门被拆除。2006年，南京市政府复建仪凤门，为一三孔拱门。
儀鳳門城下水洞兩座，本門衝要，是明清時出入長江的必經之路。

#### 钟阜门
钟阜门位于南京城西北，在金川门以北、仪凤门以南，又名小东门，明洪武十一年（1378年）改名为钟阜门。成化年间，因守备兵力不足而被堵塞，后未重开。1958年左右该段城墙被拆除，今仅存地名。
鐘阜門本門荒僻，有一券。踞獅子山崗，是明代都城北面西頭第一門，由于門朝東，俗稱小東門。清代時堵閉，後拆毀。

#### 金川门
金川门位于南京城北面，因金川河在其涵洞下出城而得名，东为神策门，西为钟阜门。城门外有金川门桥，现为文物保护单位，城门包括水关一座，为长江以北进入南京的要道。1402年，明成祖朱棣在靖难之役中率军攻打南京，守臣李景隆、朱橞打开金川门迎其入京，是为金川门之变。南明时为防备清军进攻一度封闭金川门，清朝占领南京后复开。1907年，沪宁铁路经金川门通往下关。北伐战争后，中华民国政府定都南京，一度改金川门为“三民门”。1957年金川门被拆除，现仅存地名。

#### 神策门

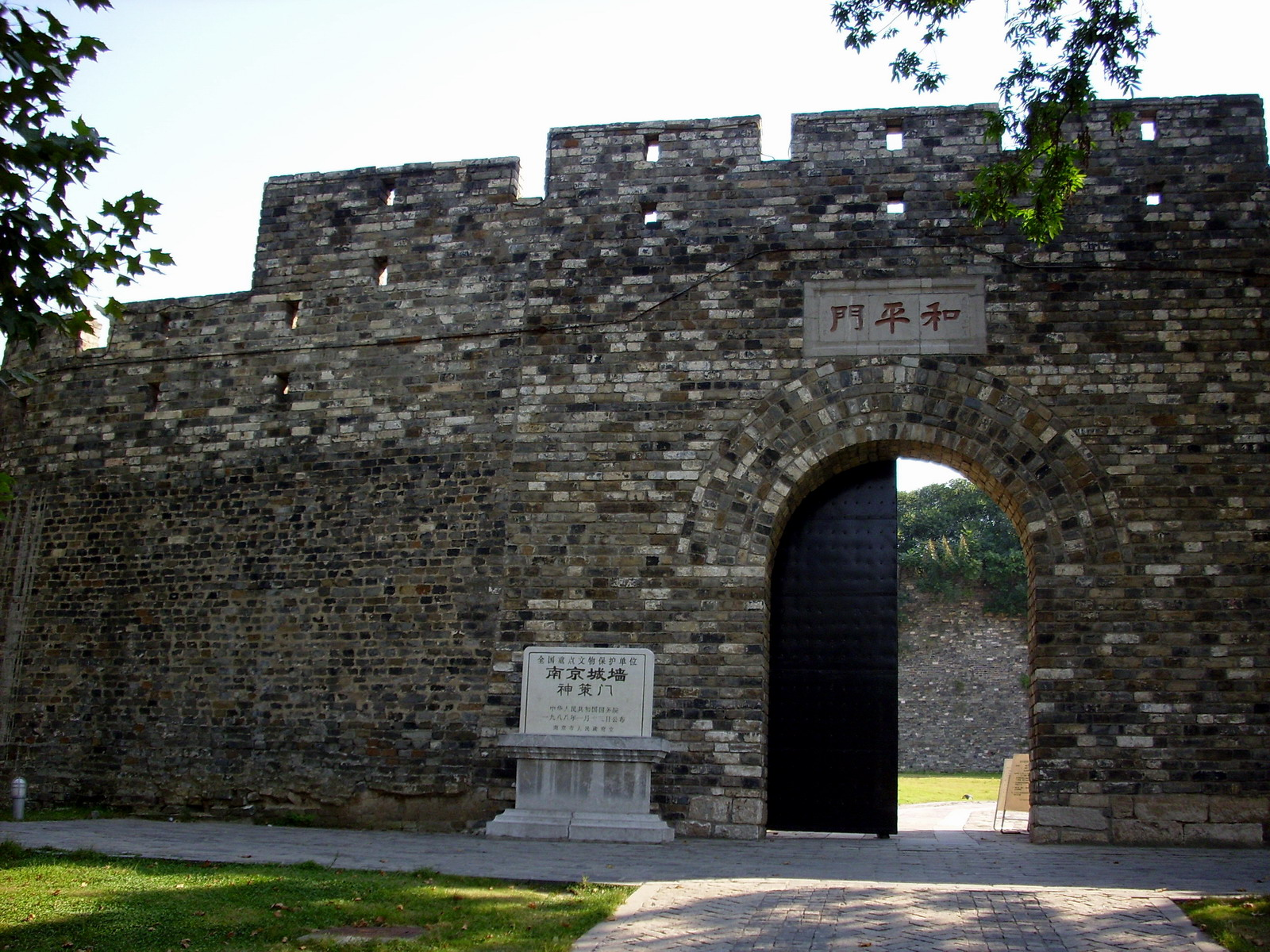
和平门外瓮城城门

神策门现名和平门，是南京城北最东侧的一座城门，位于玄武湖西北，在明城墙13个城门中是保存最完整的一座，也是南京现有所有城门中唯一保留有民国以前镝楼的城门。神策门依山而建，曲折迂回。清朝时增建外瓮城。光绪年间重建镝楼，但规格已由原来的都城级降为州府级。1658年，郑成功北伐金陵，败于门下。为纪念战功，顺治帝下诏改名“得胜门”。1853年，太平军从此处攻入南京城。1929年改名“和平门”。1930年代，美国亚细亚火油公司将瓮城作为油库。日军占领南京后也以此地为油库。南京军区后勤部接管后继续作为油库使用，和平门成为军事禁区。2004年10月1日，修缮后的和平门对外开放，位于中央门立交桥的东南角。
神策門本門荒僻有兩券，東至後湖，依丘傍湖，地近幕府山和長江，是軍事防守要地。十三門中唯此門由劉基開兩洞。順治時，鄭成功17萬大軍攻城時，中了守城清將緩兵之計，守兵偷偷鑿開另一城洞，偷襲大敗鄭成功，後稱神策門為得勝門。1928年改稱和平門，現存甕城券門各一，譙樓一座，2002年修復開放。

#### 太平门

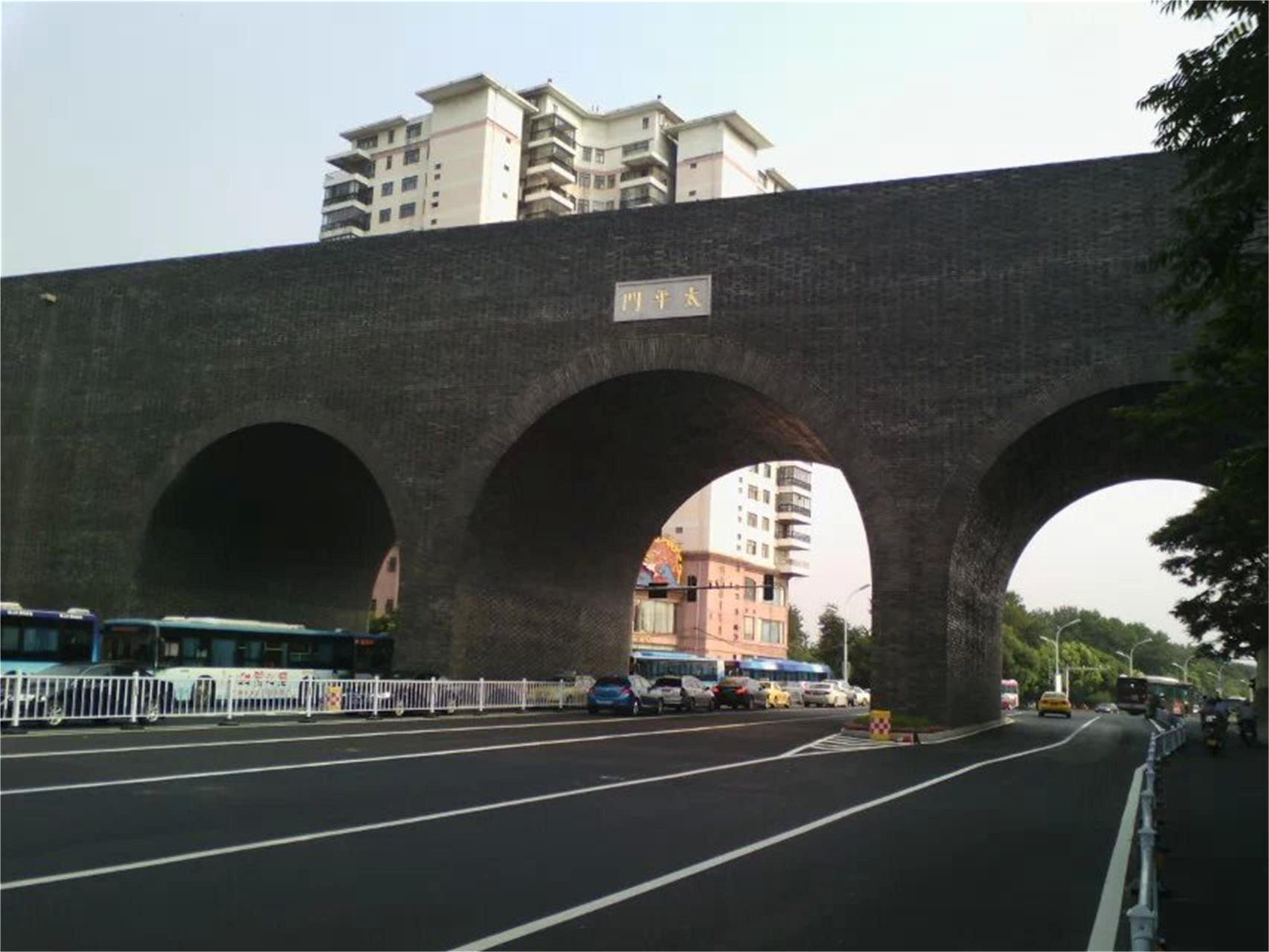
2014年重建的太平门，摄于太平门内玄武高中附近

太平门位于南京城的东北垣，是南京城北面的正门，以南是朝阳门，西北方向是神策门。因為代表監獄的貫索在天市垣，而不在代表天廷的太微垣，所以明代南京刑部、都察院和大理寺（合成“三法司”）监狱就在门外貫城坊，相传夜间哀声四起，为此将城门命名为“太平”。太平门处在钟山与玄武湖相接的位置，建在钟山向西延伸的富贵山、覆舟山之间，据有山湖之险。太平门东面的钟山被称作“蟠龙”，这一段城墙就被称为“龙脖子”。太平门扼守钟山，对于控制南京北部至关重要，且龙脖子一带是南京城唯一没有水体保护的城墙，因此清军进攻太平天国和日军围攻南京时，这一带都是主要的攻击方向。太平天国时，在门外钟山脚下修筑地堡城、山上筑天堡城拱卫太平门，这两个要塞陷落后，清军在龙脖子用地道炸开城墙，攻入南京。1911年辛亥革命时的江浙联军也是攻占天堡城后攻入南京。1931年，太平门一度被改名为自由门，1958年拆除。2014年重建，曾引发广泛争议。

#### 朝阳门

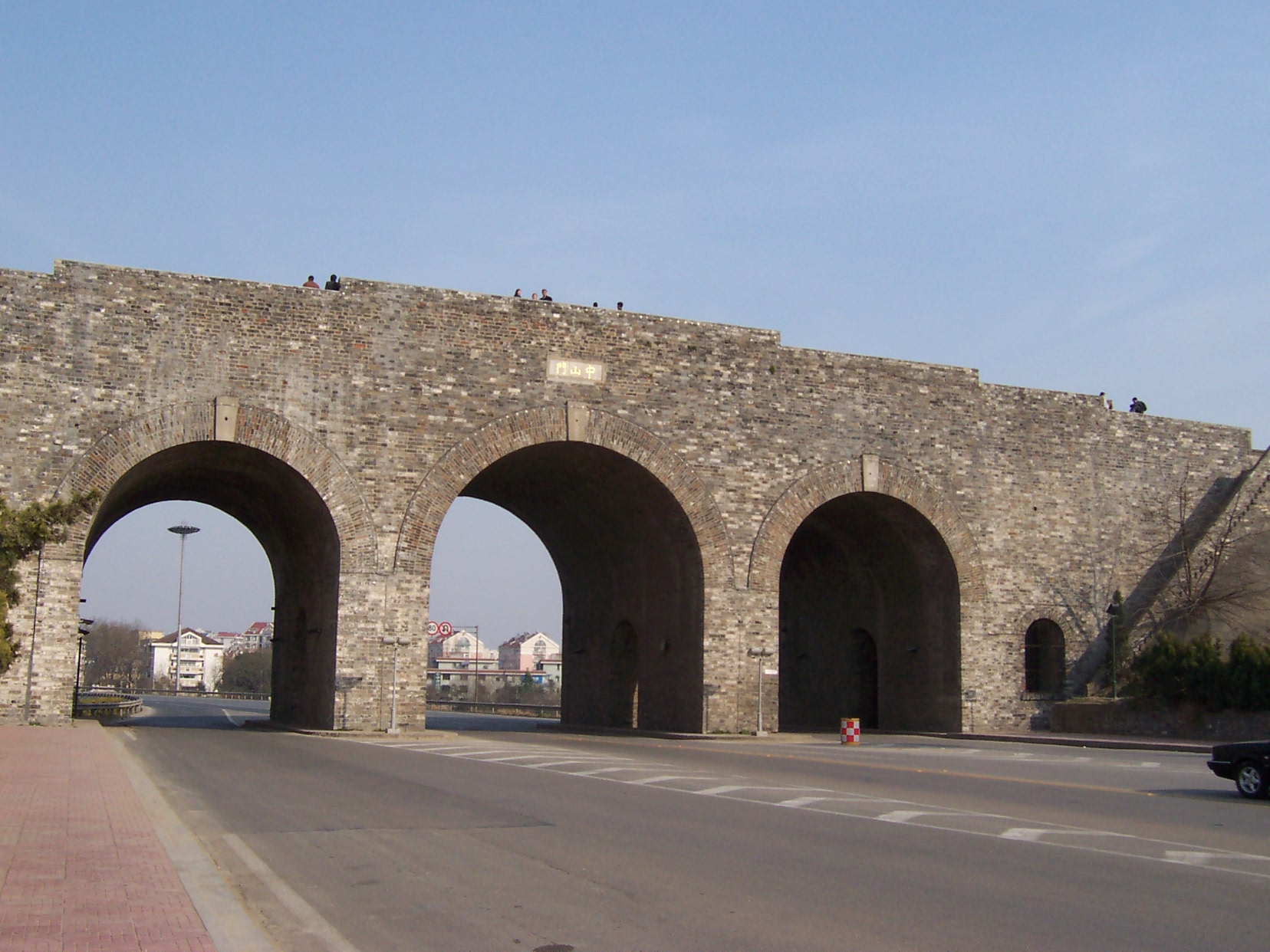
中山门城内一侧

朝阳门是明南京城唯一的东门，民国时改筑为中山门。朝阳门为单孔券门，城下有水关，在明代是连接皇城和明孝陵的通道，平日不开放。朝阳门的原址在现在的中山门稍南的地方，与皇城的东华门、西华门以及玄津桥处于同一条东西轴线上。1865年时增设外瓮城。

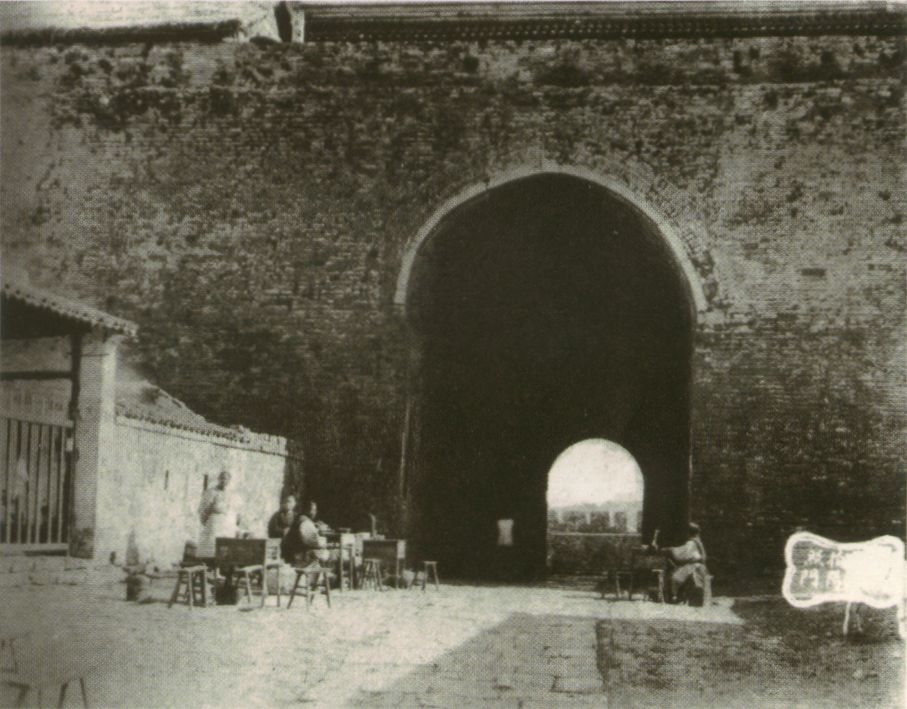
1888年的朝阳门为单孔券门

1928年8月，为了迎接孙中山灵榇奉安中山陵，南京市政府修建了一条从中山码头直到朝阳门出城的迎榇大道（即现在的中山北路、中山路、中山东路）。1929年，将朝阳门和瓮城拆除，在门址以北不远处新建三券拱门，在奉安大典前命名为中山门。此后，中山门取代了朝阳门，成为南京城新的东门，是沟通南京城与东郊最重要的出城通道。中山门正中的券门宽10米、高10.5米，两侧的券门宽8米，高9.5米，门券墩厚3米，城门进深15米。
1929年中山门建成后门额由谭延闿题写，1943年9月改为汪精卫的隶书石额。1946年，汪精卫的落款被凿去，但他的“中山门”三个字一直沿用了50年。1996年，中山门门券被改为沪宁高速公路进入南京城的入口，为方便城内外交通，在城门下方两侧另开全长1600米的双线行车隧道。在工程的同时，原汪精卫的题字被换成了王献之的集字。

### 增辟城门

#### 玄武门

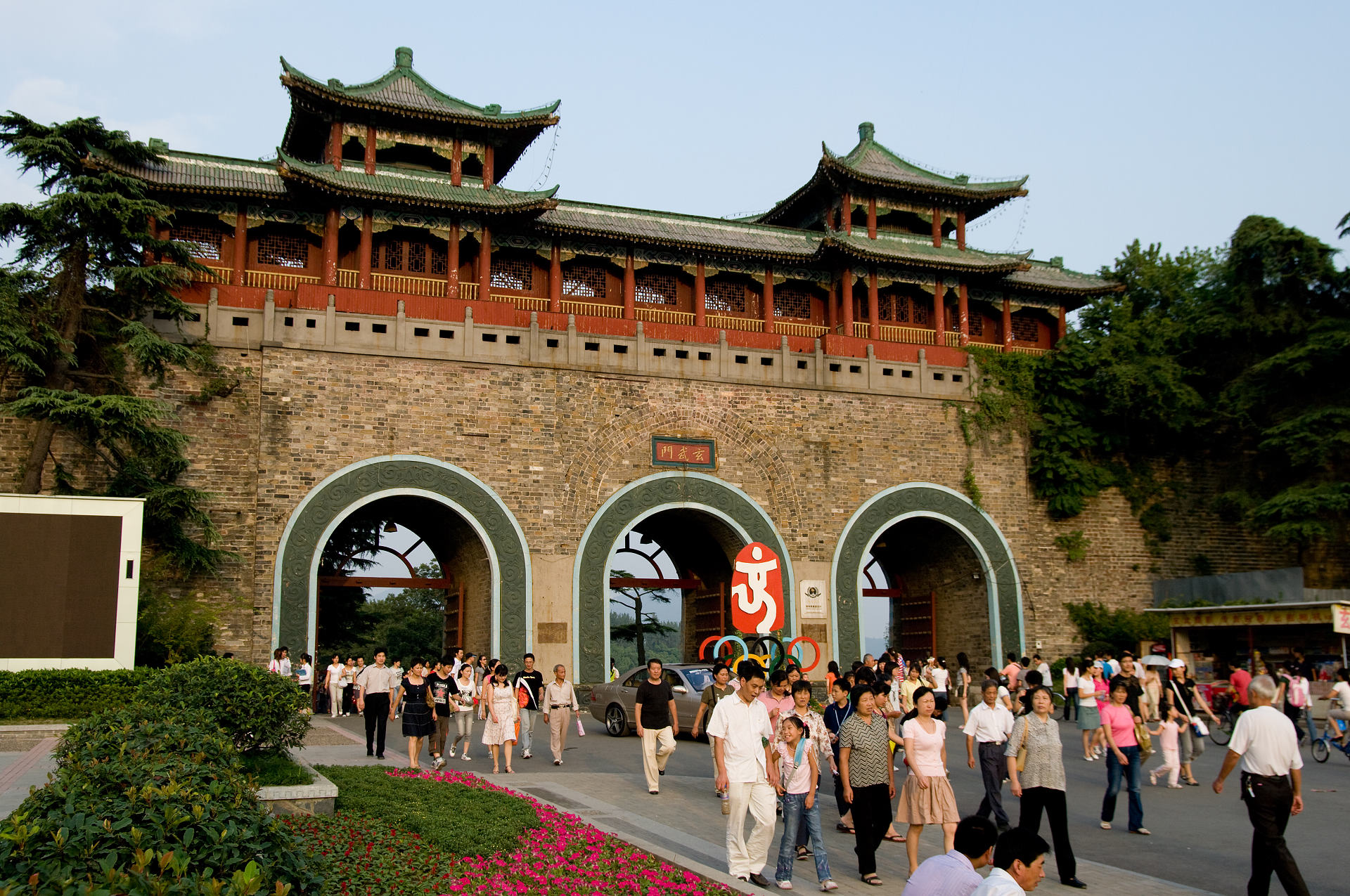
玄武门

玄武门是1910年在南京城北部东侧新开的城门，位于神策门与太平门之间。1908年，当时的两江总督兼南洋大臣端方在南京筹办“南洋劝业会”，为了方便游人游览玄武湖，决定在会场附近的城墙上新开一座城门。城门于1909年7月动工，1910年建成单孔券门一座。城门建成后以继任两江总督张人骏的籍贯命名为“丰润门”。1928年7月，国民政府下令更名为玄武门。1929年4月，蔡元培应南京市长的请求题写了门额。1931年，城门改筑为三孔券门。

#### 挹江门

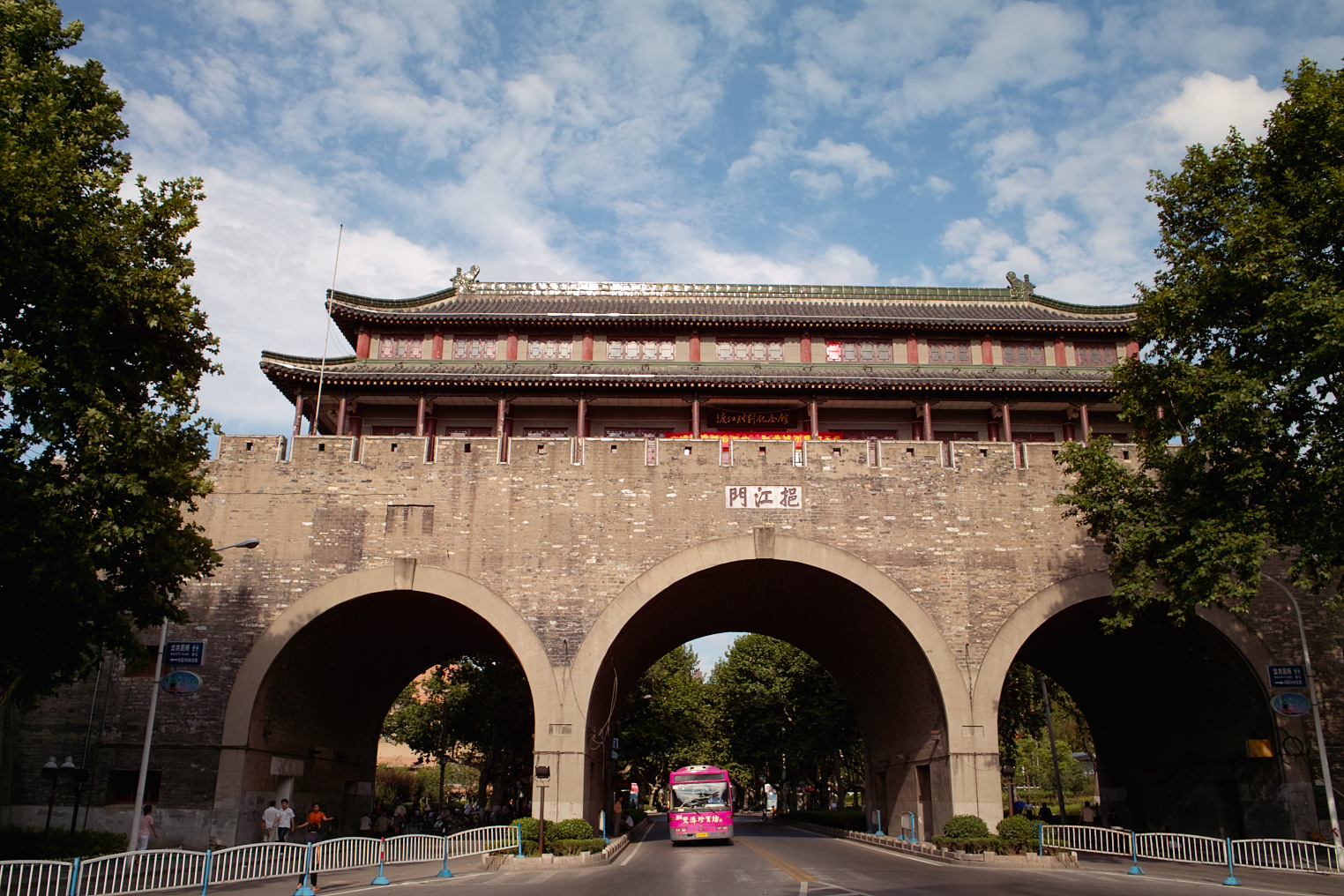
挹江门

挹江门是1914年新开并于次年竣工的内城城门，原名海陵门，当时为单孔城门，是连通南京城内下关火车站与城外下关码头的重要通道，城门东侧为狮子山。1928年改为现名，并扩建为三孔城门（于次年竣工），1929年4月由戴季陶题写“挹江门”匾额。1949年4月23日，中国人民解放军取得渡江战役的胜利，从此门进入南京市区。挹江门位于中山北路上。

#### 雨花门

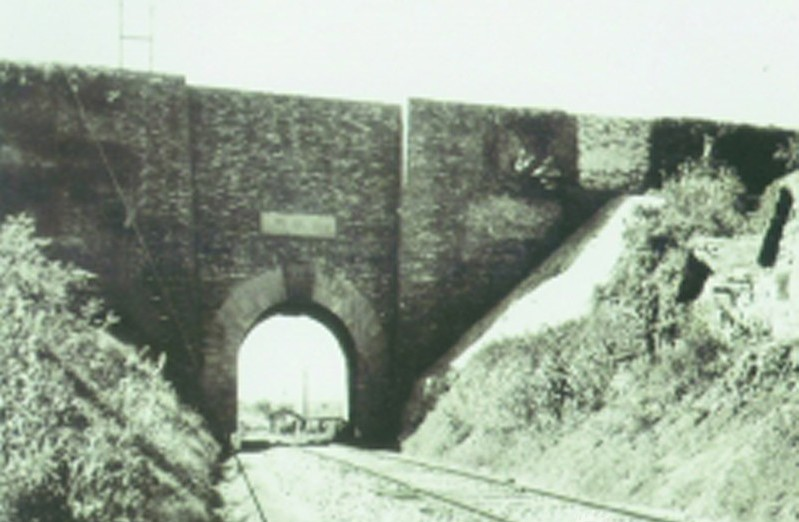
1930年代至1940年代的雨花门

雨花门是国民政府于1936年在南京明城墙上开辟，用于将南京市内的小铁路在养虎巷处与江南铁路连接，与京粤线贯通。抗战胜利后，小铁路逐渐荒废。20世纪50年代，席卷全国的拆城运动波及南京，其中雨花门及东西两侧城墙遭到拆除，城砖被用作建高炉或附近民居。
2009年，南京市政府利用老城砖修缮雨花门段城墙.同年6月23日，城门复建工程主体完工。复建后为三拱城门，主拱门宽约14米、高约9.9米，副拱门宽约5.5米、高约6.35米,各设一条慢车道、一条人行道。位于秦淮区江宁路的雨花桥前。附近有周处读书台遗址。

#### 解放门

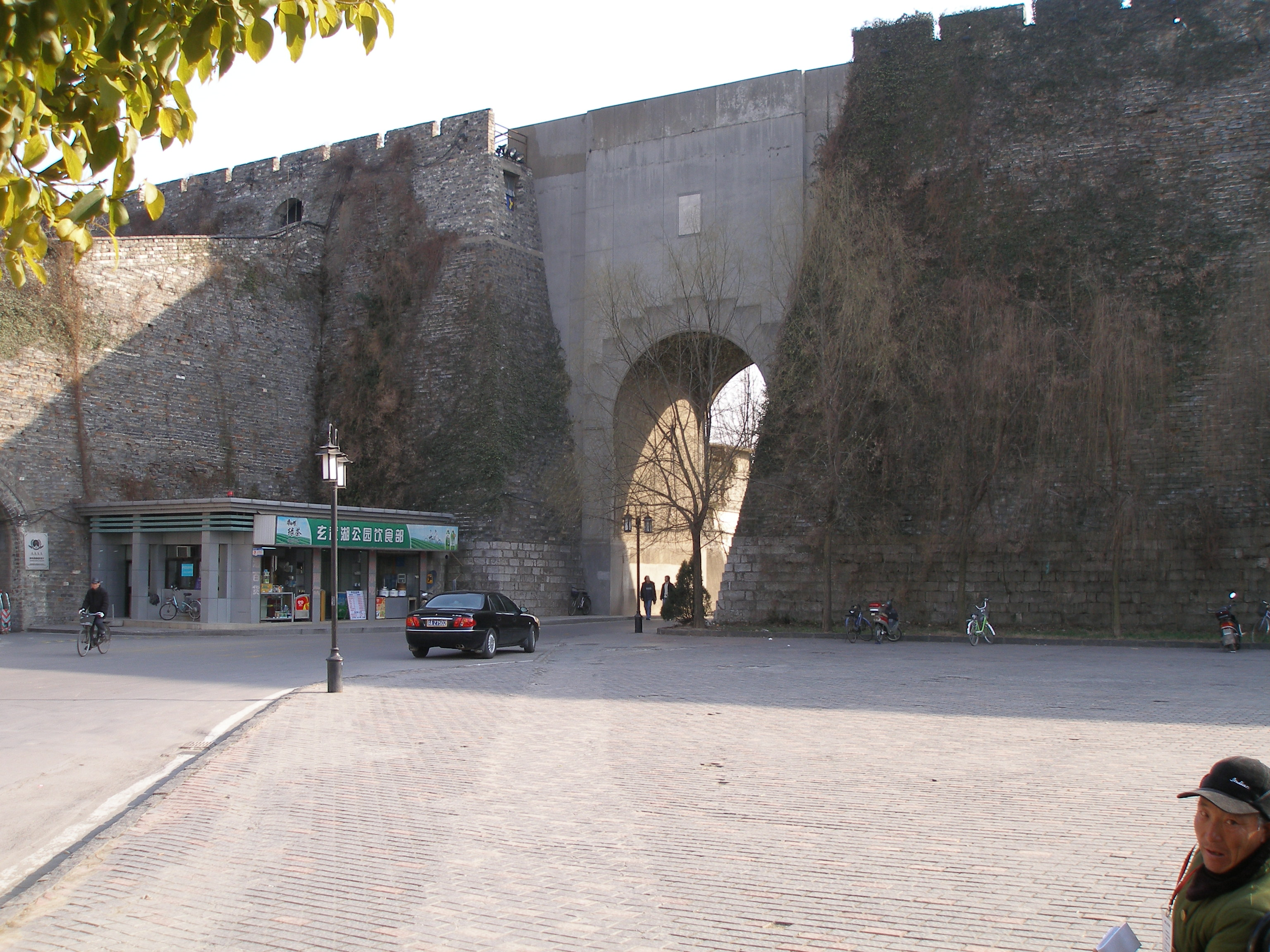
解放门城外一侧，城门位于“台城”（右）与“后湖城墙”（左）的连接处。

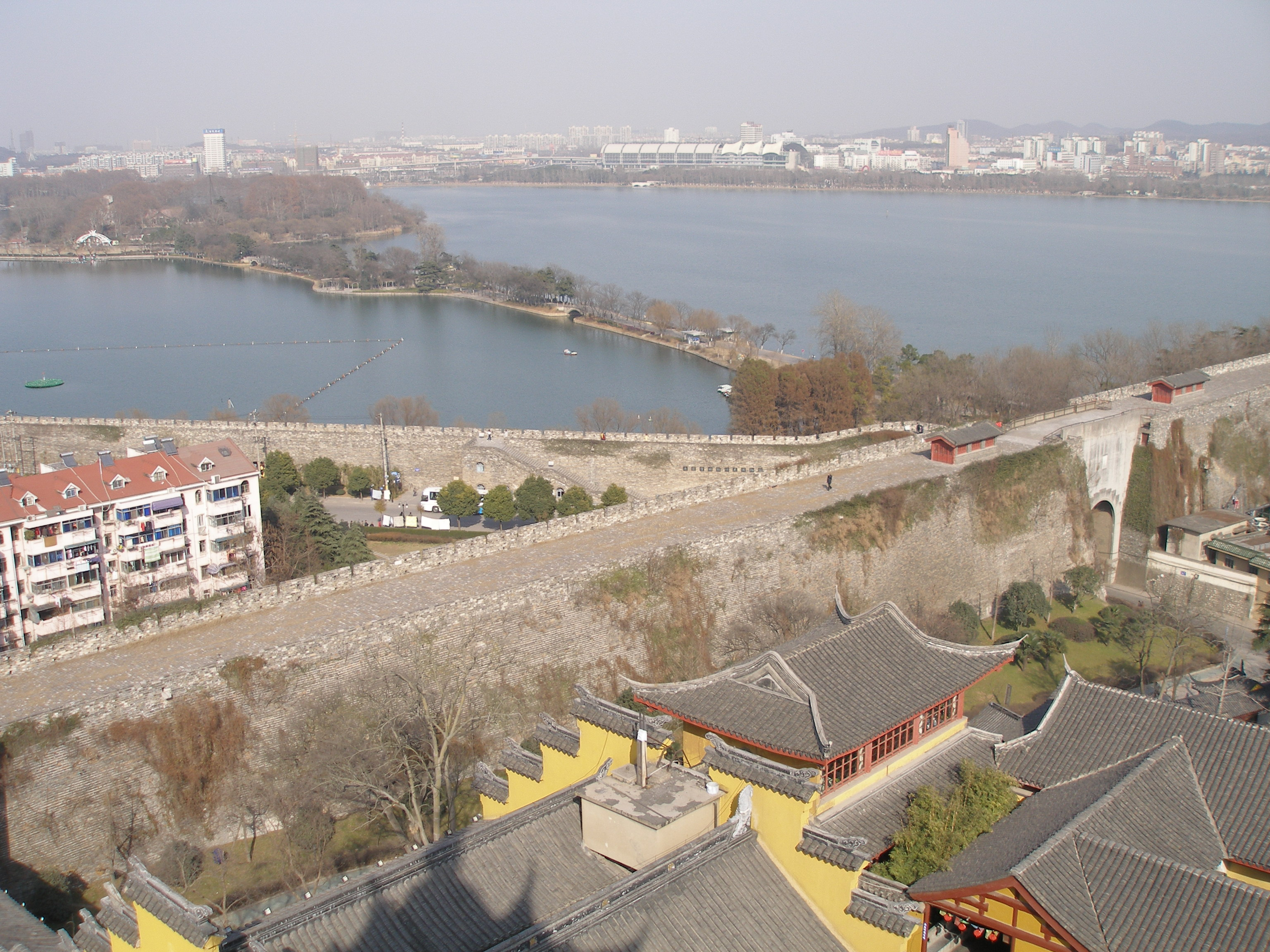
从鸡鸣寺俯瞰台城与解放门。城门上建筑为南京城墙博物馆。城外为玄武湖

解放门是1954年新开的一道单券城门，位于玄武门以南、太平门以西，鸡鸣寺东北、玄武湖南岸。为方便这段城墙内外的交通，并为防空疏散的需要，南京市决定在北极阁山下的台城靠近“后湖城墙”的位置新开此门。1951年12月开始设计动工，1952年6月12日竣工，同时打开并扩建了附近的明代“后湖小门”通往玄武湖。玄武湖岸边这段从玄武门经解放门至太平门的明城墙，是南京城现存最长、最完好，同时也是最高大的一段城墙，垛口至城外地面的高度普遍在20米至25米左右。近年来经过整修，在该门上修建了南京城墙博物馆，使得解放门本身也成为了一个旅游景点。
解放门附近设有武庙闸，又名玄武湖大闸，位于武庙（今南京市政府所在地）东北。水闸通过预埋在城墙墙基内的涵管，将玄武湖水引入城内的珍珠河，可以通过闸门调节控制进水量控制珍珠河的水位。水闸长宽各25米，方井深85米，涵管名为“灵福洞”，原有铜管103节、铸铁管37节，管径0.95米，总长143.9米。涵管有两个进水口，安装双合铜水闸两套。

#### 新民门
新民门是1934年在南京城北垣新开辟的城门，位置在金川门西侧、金川门与钟阜门之间。金川门改建成小火车通道以后，南京政府为方便城北居民进出，1932年在金川门西侧城墙上打开了一个豁口。南京警备司令部考因为战备需要，花费了6000多块大洋，在1934年在豁口上建成城门。新民门与武定门、汉中门等民国时期新开的城门的式样与传统的拱券式城门不同，都属于牌坊式城门，新民门是南京所有牌坊式城门中唯一保存至今的，现在处于建宁新村居民住宅楼的包围之中。

#### 中央门
中央门现在是南京的一处交通枢纽，位于中央路、中央北路、建宁路和龙蟠路四条干道的交汇处，1980年代建成一座三层立交。西南侧是南京长途汽车站，东面是南京火车站。这一带也有发展成南京第三商圈的趋势。原来这里曾有一座城门，位于南京城北。这座城门虽然在明城墙上，却不是明代开辟的十三座城门之一，而是开于1930年代，在中央路笔直向北与城墙的交点。它东面不远处有神策门（今名和平门）。

#### 汉中门
汉中门曾经是南京城西部的一座城门，现在作为地名使用。汉中门并不是明代开辟的南京城最初十三座城门之一，而是开于1930年代。明代开辟的石城门（俗称旱西门或汉西门），位于其南侧不远处。1933年开辟汉中路时，在城墙上新辟西式三券门洞，介于清凉门与汉西门之间。1958年，汉中门被拆除。现在，汉中门是一处交通枢纽，东西向的汉中路与南北向的虎踞路、虎踞南路在此交汇。汉中路名的来源是地名“汉中”，类似西康路、上海路、热河路，并非来源于汉中门。而汉中门是当初修汉中路因为出城的需要在城墙上新开的城门，因路得名汉中门。

#### 其他
- 草场门：1908年，在城西垣的定淮门与清凉门之间新辟，门外临近秦淮河码头。[25]
- 小北门：1908年，在城北垣的神策门与金川门之间新辟，俗称“四扇门”，之后曾被讹传为“钟阜门”。旧址在今钟阜桥西侧。
- 武定门：1927年，因城建需要，拆城“开通汲水道”成为豁口，1934年，建成武定门，1958年，武定门被拆除，2007年，在原址新建三拱券的城门，仍取名“武定门”。[26]
- 中华东门与中华西门：1931年，在中华门瓮城东、西两侧新辟。1950年代被拆除，近年重建。

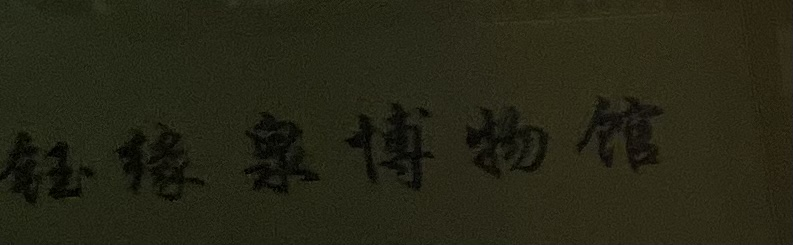
集庆门：1991年新建，位于水西门以南，城墻西南角以北。城门名取自元代南京的名称“集庆路”。集庆门段城墙设有钰缘泉博物馆。[27]  - 南京钰缘泉博物馆牌匾 - 钰缘泉博物馆文物

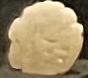
钰缘泉博物馆文物

- 华严岗门：2007年建成。在城西垣的挹江门与定淮门之间新辟。
- 长干门：2008年新建，在中华门西侧，城墻西南角以東[28]。因处于古长干里得名，南京地铁1号线轨道从中间门券处通过。
- 标营门：2009年建成。在中山门南侧。

## 皇城与宫城
明代的南京皇城开有7门：洪武门、长安左门、长安右门、承天門、东安门、西安门、北安门；宫城开有4门：午门、东华门、西华门、玄武门。
从南京城的正门正阳门开始，向北形成了一条宫城和皇城的中轴线，分别是洪武门、外五龙桥（跨外御河）、皇城正门承天门、端门、宫城正门午门、内五龙桥（跨内御河）、奉天门、奉天殿、华盖殿、谨身殿、乾清门、乾清宫、省躬殿、坤宁宫、宫城北门玄武门、皇城北门北安门、太平门。

## 外郭
在南京城的外围，还因山之势，建有一道外城，开设了18个城门：江边的栅栏门、江东门、大小驯象门、大小安德门、凤台门、夹岗门、上坊门、高桥门、沧波门、麒麟门、仙鹤门、姚坊门（今尧化门）、观音门、佛宁门、上元门，到江边的外金川门。

尧化门原名姚坊门，是夯土外郭东北部的一道城门，位于现栖霞区尧化街道尧化村。1903年，英国工程队在修建沪宁铁路时，将姚坊门误译为尧化门，后沿用至今。同年，尧化门被拆除，成为南京市北铁路枢纽。

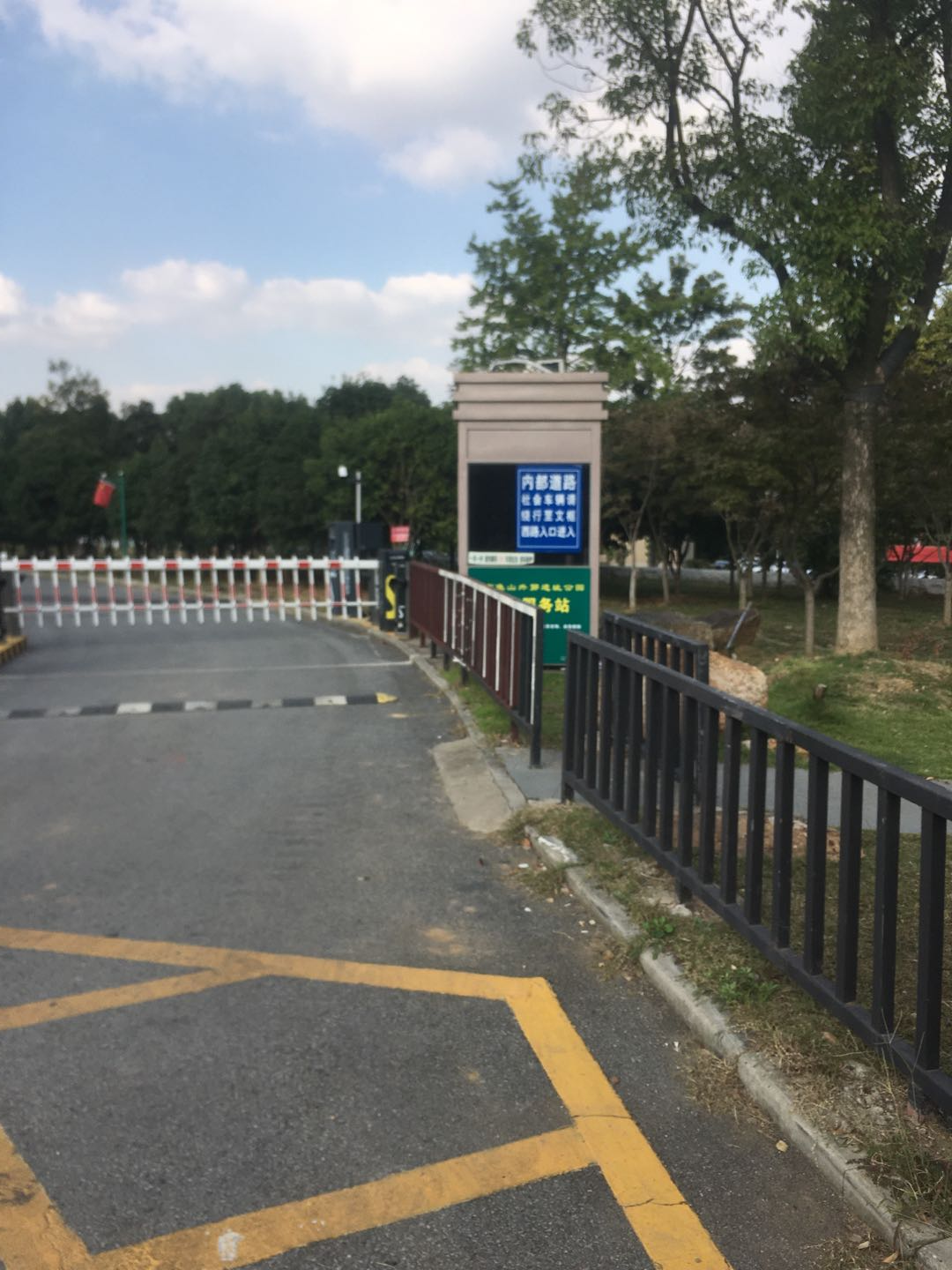
明外郭龟山遗址公园

## 其他
2016年7月1日，南京遭遇强降雨天气，南京市气象台发布暴雨橙色预警，雨水渗入历史悠久的明城墙墙体内，经由其排水系统喷吐而出，形成了独特的“龙吐水”景观。

## 图片

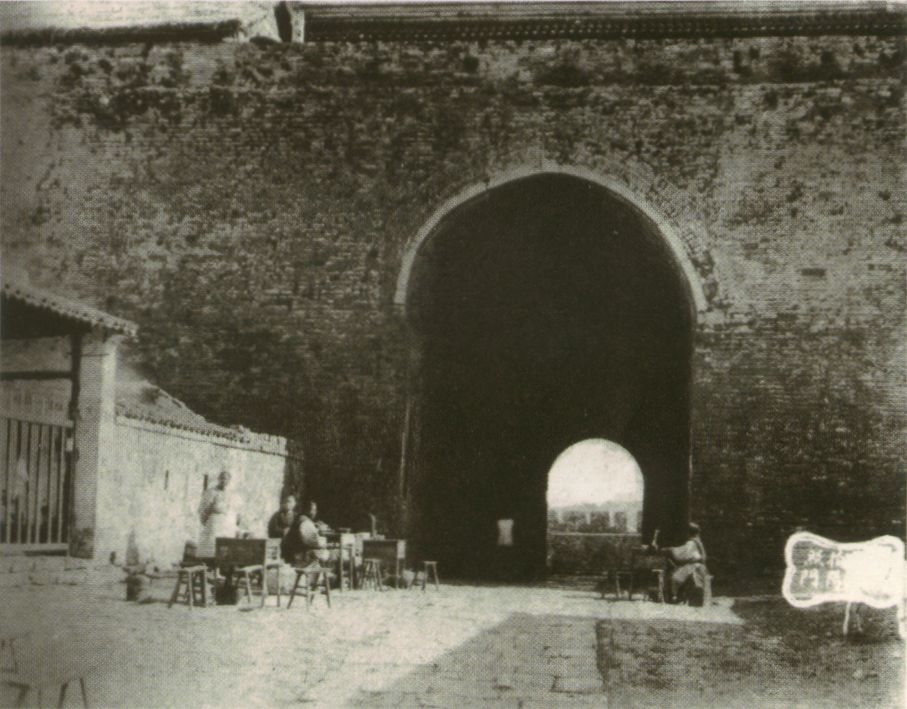
朝阳门（已无存）
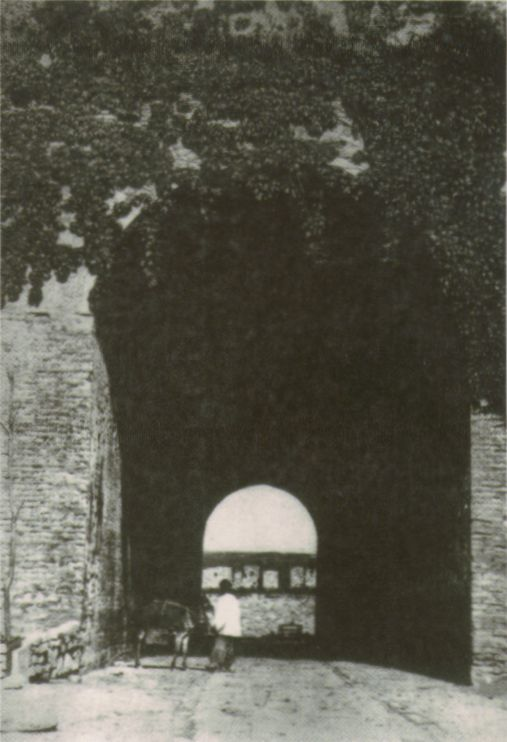
正阳门（民国时期改名光华门，已无存）
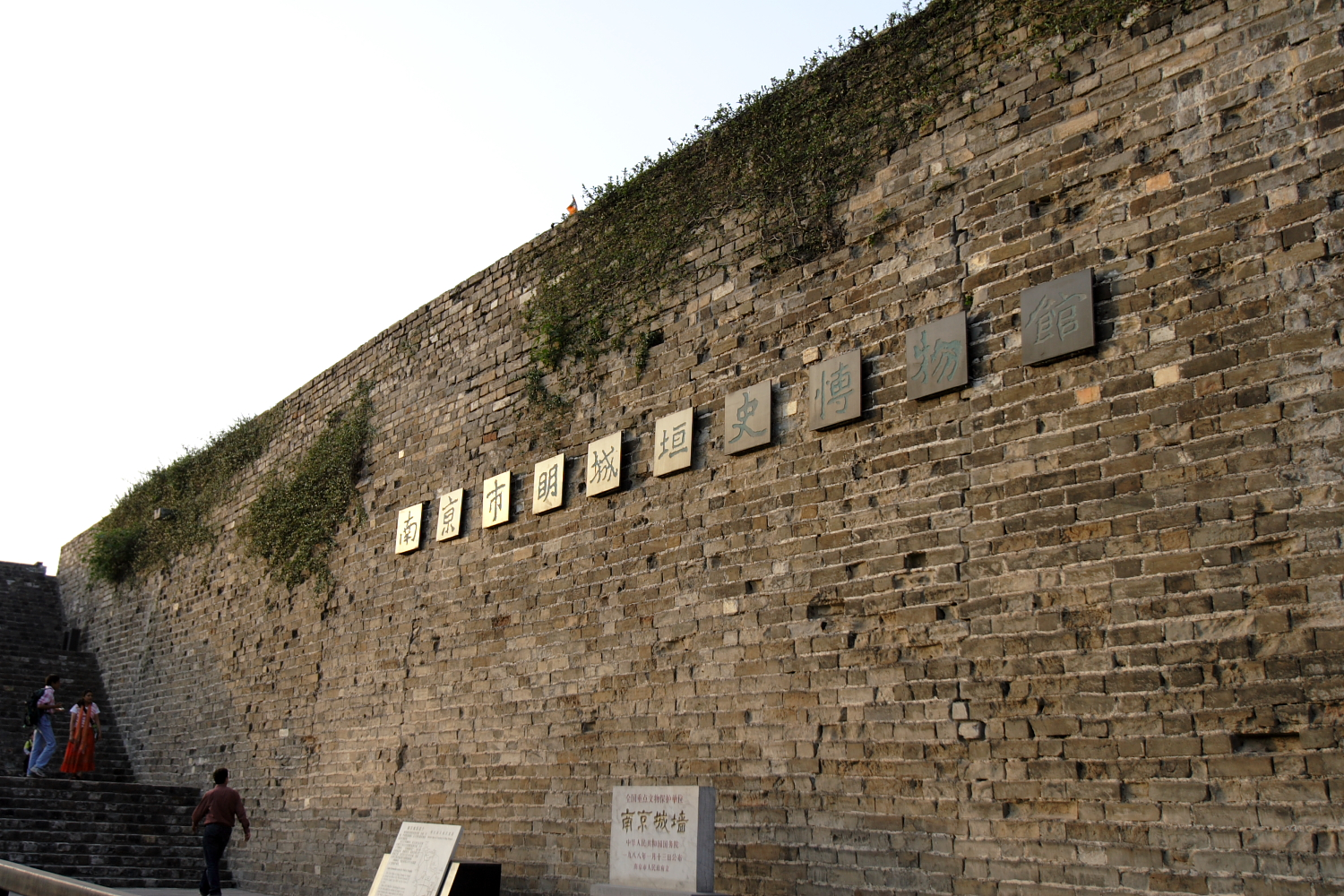
南京明城垣史博物馆

### 引用
1. ↑  . 龙虎网. 2006-08-30  [2010-07-26]. （原始内容存档于2007-10-12）.
2. ↑  . 凤凰网. 2014年3月5日. （原始内容存档于2021年2月21日）.
3. 1 2 3  . 南京城墙网. 2016-11-29  [2019-12-17]. （原始内容存档于2020-12-12） （简体中文）.
4. 1 2 3  杨国庆. . 东南文化 (江苏省南京市: 南京博物院). 1999, (1999年第3期): 66–71. ISSN 1001-179X. （原始内容存档于2021-02-21） （简体中文）. 三、关于“废城”走向与其他 南京城墙的营建设，历时30余年……
5. ↑  周源. . 地域文化研究 (吉林省长春市: 吉林省社会科学院). 2019, (2019年01期): 93–103. ISSN 2096-434X. （原始内容存档于2021-02-21） （简体中文）.
6. 1 2 3  陈薇、杨俊. . 建筑学报 (北京市: 中国建筑学会). 2009, (2002年第9期): 64–68. ISSN 0529-1399. （原始内容存档于2021-02-21） （简体中文）.
7. ↑  杨国庆. . 世纪 (上海市: 中央文史研究馆；上海市文史研究馆). 2002, (2002年第3期): 18–20. ISSN 1005-4715. （原始内容存档于2021-02-21） （简体中文）.
8. 1 2 3 4  . 南京城墙网. 2016-10-24  [2019-12-17]. （原始内容存档于2020-12-17） （简体中文）.
9. ↑  杨国庆、肖瓛. . 编辑：唐云云. 中国新闻网，来源：南京日报. 2014-02-26  [2019-12-17]. （原始内容存档于2021-02-21） （简体中文）. 为加强对南京明城墙的保护和管理，我市先后成立了南京市城墙管理处和南京市明城垣史博物馆。这两家专业保护机构均设置于“台城”段城墙。
10. ↑  .   [2009-01-18]. （原始内容存档于2020-12-17）.
11. ↑  .   [2009-01-18]. （原始内容存档于2021-02-21）.
12. ↑  流传海外的晚清金陵全图：还原光华门瓮城全貌 （页面存档备份，存于）. 2011年04月08日，扬子晚报
13. ↑  水西门瓮城遗址露真容 船形瓮城有隐喻[永久]. 扬子晚报, 2010年3月15日
14. ↑  太平门[永久]。南京明城墙专辑。金陵图书馆
15. ↑   （页面存档备份，存于）人民网江苏视窗网络舆情部，2014-5-8
16. 1 2 3  中山门[永久]。南京明城墙专辑。金陵图书馆.
17. ↑  玄武门[永久]。明城墙专辑。金陵图书馆
18. ↑  玄武门城墙[永久]。明城墙专辑。金陵图书馆
19. ↑  . 南京日报报业集团·南京报业网. 2009-07-10.[永久]
20. ↑  . 明城墙专辑. 金陵图书馆.   [2010-07-23].[永久]
21. ↑  . 金陵晚报· A12版. 2005-11-04.
22. ↑  . 金陵图书馆·明城墙专辑.[永久]
23. ↑  . 明城墙专辑. 金陵图书馆.[永久]
24. ↑  . 龙虎网. 2007-01-22  [2010-07-23]. （原始内容存档于2014-01-11）.
25. ↑  . 南报网 (南京: 南报网). 2014-07-01  [2017-03-16]. （原始内容 (shtml)存档于2017-03-17） （中文（简体））. 光绪34年（1908年）为交通运输需要而开。1958年被拆除。
26. ↑   （页面存档备份，存于）. 龙虎网. 2007-10-10.
27. ↑  .   [2024-03-31]. （原始内容存档于2024-03-31）.
28. ↑  “长干门”亮相[永久]。南京日报, 2008-08-14.
29. ↑  张, 雷.  (shtml). 央广网. 央广网. 2016-07-02  [2016-07-02]. （原始内容存档于2021-02-21） （中文（简体））. 7月1日，江苏省南京市，南京遭遇强降雨天气，南京市气象台发布暴雨橙色预警，雨水渗入历史悠久的明城墙墙体内，经由其排水系统喷吐而出，形成了独特的“龙吐水”景观。